# 내촌초등학교 동창분교
내촌초등학교 동창분교는 대한민국 강원특별자치도 홍천군에 있었던 공립 초등학교이다.

## 학교 연혁
- 1934년 7월 30일 : 내촌공립보통학교 부설 동창간이학교 인가
- 1941년 4월 10일 : 동창국민학교 승격 개교
- 2020년 3월 1일 : 내촌초등학교 동창분교로 개편
- 2021년 2월 28일 : 폐교

## 참고 자료
- 내촌초등학교 동창분교 - 한국교육학술정보원 학교알리미